# Freischweibach
Freischweibach ist ein in der Oberpfalz gelegener Weiler, der ein Gemeindeteil von Kastl ist.

## Lage
Der Ort befindet sich in der Region Oberpfälzer Jura und liegt in der nach Utzenhofen benannten Gemarkung. Freischweibach ist einer von 39 Ortsteilen des Marktes Kastl. Der Weiler liegt sechs Kilometer südsüdöstlich von Kastl und Lauterhofen ist neun Kilometer entfernt.

## Kultur und Sehenswürdigkeiten

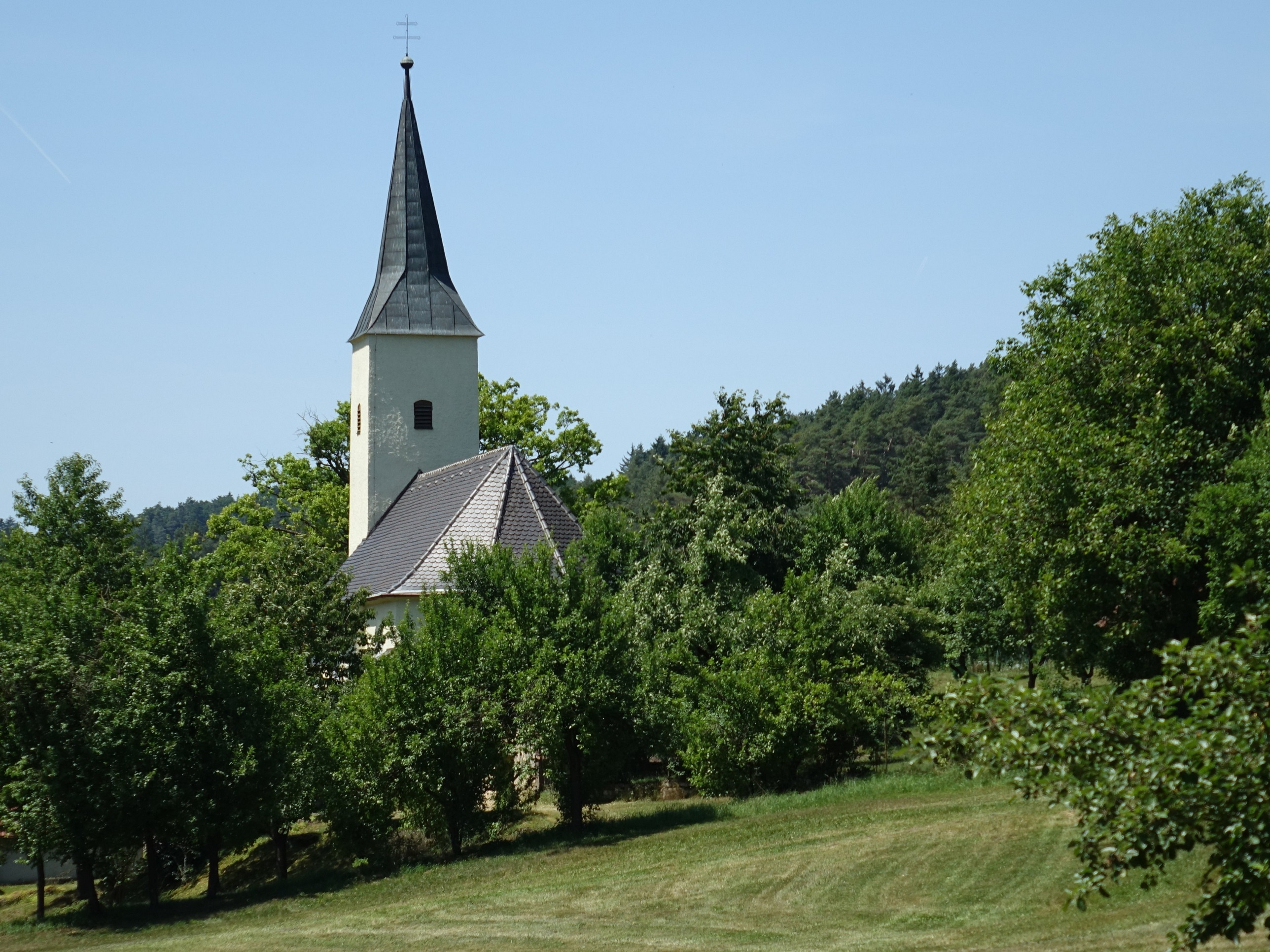
Die Kirche „St. Stephan“

### Bauwerke
Im nördlichen Ortsbereich von Freischweibach gibt es mit der aus dem 17. Jahrhundert stammenden Kirche „St. Stephan“ ein denkmalgeschütztes Bauwerk.

## Verkehr
Die Staatsstraße 2240 verläuft einen Kilometer westlich des Ortes,  mit dieser ist der Weiler über eine Gemeindeverbindungsstraße verbunden. Vom ÖPNV wird der Ort mit der Buslinie 445 des VGN angefahren, allerdings nur als Rufbus.